# BWT (société)
Pour les articles homonymes, voir BWT.
BWT, nom enregistré BWT GmbH, est une entreprise autrichienne de fabrication de systèmes de traitement de l'eau dont le siège est à Mondsee.

## Sites de production et filiales
La société possède quatre principaux sites de production à Mondsee (Autriche), Schriesheim (Allemagne), Paris (France), Aesch (Suisse), de nombreuses filiales et sociétés affiliées et un réseau de distribution mondial.

## Histoire
BWT AG a été fondée en 1823 sous le nom de Benckiser Wassertechnik par Johann Adam Benckiser en Allemagne. Après plusieurs acquisitions et fusions, l'entreprise a été rachetée en 1990 par Andreas Weißenbacher dans le cadre d'un rachat par la direction et sera renommé BWT. 
Le 10 janvier 2020, BWT AG est devenu BWT Holding GmbH.

## Actions & Bourse
La société a été introduite à la Bourse de Vienne en 1992. Le groupe WAB est le principal actionnaire de BWT AG, avec environ 20 % des actions détenues par divers actionnaires et environ 6 % détenues par la société (en février 2014).
Depuis le 5 octobre 2017, les actions de l'entreprise ne sont plus échangé sur la bourse de Vienne, dû à cela, il n'y as plus d'informations sur la santé financière de l'entreprise disponible au public.

## Produits
BWT produit et commercialise différents objets :
- Des carafes filtrantes
- Des gourdes
- Des adoucisseur d'eau
- Des robots et aspirateurs de piscines
- Des pompes a chaleurs
- Des piscines hors-sol

Cette liste est non exhaustive.

## Parrainages

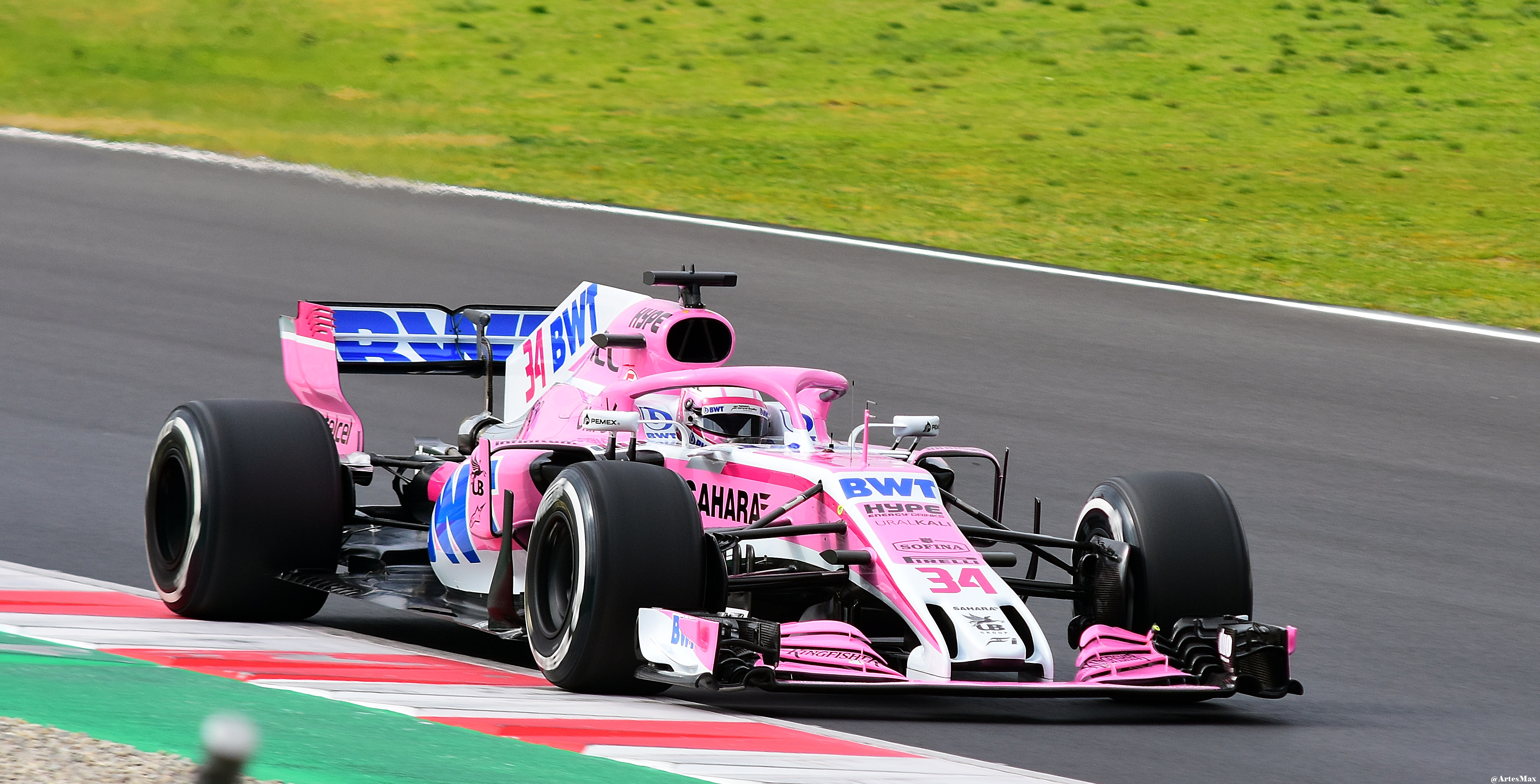
Voiture Force India parrainée par BWT.

BWT a une large gamme d'accords de sponsoring avec diverses équipes de sport automobile, telles que Mücke Motorsport en DTM, Forze Hydrogen Electric Racing, une équipe de course étudiante de l'Université de technologie de Delft, fabriquant des voitures de course à hydrogène, ADAC-GT Masters et Formule 4 et Walter Lechner Racing dans les prestigieuses Porsche Carrera Cup Germany et Porsche Supercup. Plus particulièrement, ils ont prêté leurs couleurs d'entreprise roses à l'équipe Racing Point F1 (anciennement Racing Point Force India et Force India Formula One) de 2017 à la fin de 2020 en tant que sponsors en titre jusqu'à ce que l'équipe soit rebaptisée Aston Martin Cognizant pour aller de l'avant dans la saison 2021,. Le parrainage s'est poursuivi avec la nouvelle équipe Aston Martin pour 2021, BWT assumant le rôle de partenaire mondial. La livrée comportait des accents subtils de la marque BWT, ainsi que des logos de la marque BWT. 
En 2021, le pilote Aston Martin Cognizant Formula One Team, Sebastian Vettel, a signé pour devenir ambassadeur BWT. Le parrainage personnel comprenait la marque BWT complète et les couleurs du casque du pilote.
Depuis 2022, BWT est devenu le sponsor titre de Alpine F1 Team devenant a l'occasion BWT Alpine F1 team. La voiture arborera des touches de rose ainsi que le logo BWT sur les flancs, l'aileron arrière et avant. Ce sponsoring deviendra iconique de la voiture de la marque française, faisant de cette couleur rose une force en présentant certaines livrées entièrement rose.
L'entreprise BWT ne s'arrête pas au sport automobile, elle parraine aussi différente équipe de football dans différents pays européen comme le stade rennais depuis 2018 qui signera une prolongation de contrat en 2024, ou encore le Linzer Athletik-Sport-Klub (LASK).